# Joaquim Vilà i Folch
Joaquim Vilà i Folch (Cornellà de Llobregat, 12 d'abril de 1945 – 9 d'octubre de 1997) fou un dramaturg, folklorista i crític teatral català. Fou especialment rellevant en la recerca i la dinamització de l'etnografia catalana en els àmbits del teatre professional i amateur, les representacions religioses de caràcter popular i també de la dansa folklòrica catalana. Va exercir la seva crítica a les publicacions El Punt Avui i Serra d'Or, entre d'altres.

## Biografia i llegat
Joaquim Vilà i Folch va néixer a Cornellà de Llobregat l'any 1945. Va iniciar la seva trajectòria en crítica teatral com a cronista de teatre independent català durant la dècada de 1960. Va esdevenir director del grup de teatre del Patronat Cultural i Recreatiu de Cornellà —entitat en la qual va encarregar-se de la dramatúrgia de diverses obres com ara l'adaptació de la novel·la Pedra de tartera, de Maria Barbal i Farré. Al llarg de la seva carrera com a folklorista i crític va treballar com a col·laborador de la Revista Musical Catalana i articulista d'El Público, El Punt Avui, Serra d'Or i Destino.
Per altra banda, Vilà i Folch també va exercir com a professor a l'Escola Thau Barcelona i, en tant que reconegut estudiós i investigador de l'etnografia popular i tradicional catalana, va ser nomenat també director de l'Aula de Dansa Tradicional, institució pertanyent a la Generalitat de Catalunya. Va morir el 9 d'octubre de 1997 en edat prematura per causa d'un aneurisma cerebral.
En honor seu, a Cornellà de Llobregat se celebra d'ençà l'any 1997 el Concurs de Teatre Amateur Ciutat de Cornellà Memorial Joaquim Vilà i Folch. És un certamen bianual que té la finalitat de difondre representacions de companyies de teatre amateur cada diumenge durant dos mesos. L'organitzen dues de les entitats històriques del municipi, el Teatre Triangle del Patronat Cultural i Recreatiu i el grup Catalònia Teatre de l'Orfeó Catalònia.

## Obres teatrals
- La dansa del comte Arnau (?), interpretada per l'Esbart Dansaire de l'Agrupació Sardanística de Cornellà de Llobregat[7][8]
- Perquè surt de mare el Llobregat (1973)[7][9]
- Segona història, premi Emili Vilanova dels Jocs Florals de Ginebra a l'exili de 1972[1][10]
- Foc somort, premi Ponts de 1972[11]
- Si grinyola, posa-hi oli, premi de teatre Ciutat de Granollers de 1973[1][11]
- Pedra de tartera (1989), adaptació teatral de l'obra de Maria Barbal i Farré[1][12]